# Famille de Cosnac
La famille de Cosnac est une famille subsistante de la noblesse française sur preuves de 1200 ou 1223, originaire du Limousin.
Elle compte parmi ses membres plusieurs prélats de l'église catholique.

## Histoire
La famille de Cosnac est originaire du Limousin. Elle tient son nom de la terre de Cosnac, près de Brive-la-Gaillarde, et Gustave Chaix d'Est-Ange écrit qu'elle est considérée comme l'une des plus illustres familles du Bas-Limousin.
Sans pouvoir établir un lien on trouve en 924 un Immon de Cosnac et Itiburge, sa femme, qui firent donation au monastère de Tulle d'une vigne située à Donzenac et d'une ferme nommée Chazlada dans la paroisse de Naves.
Dans les manuscrits de Chérin, le généalogiste Berthier écrit dans son rapport pour les honneurs de la cour qu'« Elle a pour auteur certain Marcel de Cosnac qui était mort avant le milieu du XIe siècle (…) Mais la filiation est littéralement prouvée depuis Guillaume de Cosnac (…) qui vivait vers 1200. ».
En 1190, Elie de Cosnac se croisa d'après un acte d'emprunt, souscrit en 1191 à Saint-Jean d'Acre, le nom et les armes de ce chevalier ont été inscrits aux salles des croisades du château de Versailles.
La filiation prouvée de cette famille remonte à 1223 avec Guillaume, chevalier, seigneur de Cosnac, qui se croisa à cette date contre les Albigeois.
Tout au long de son histoire, la famille de Cosnac a donné de nombreux dignitaires à l'Église ce qui faisait dire à Saint-Simon : « dans cette famille on est évêque de père en fils »[réf. nécessaire]. Parmi ses religieux on compte sept évêques, deux archevêques et un cardinal.
Le « baron » de Cosnac est admis aux Honneurs de la Cour le 10 avril 1782, puis le « vicomte » de Cosnac obtient cette même faveur le 13 février 1783.

## Personnalités
- Bertrand de Cosnac († 1374), évêque de Comminges en 1352, cardinal en 1372[2].
- Bertrand de Cosnac (d), évêque de Tulle (1371-1376)[5].
- Pierre de Cosnac (d), frère du précédent, évêque de Tulle (1377-1408)[5].
- Daniel de Cosnac (1628-1708), dernier évêque de Valence et de Die (1655-1687), archevêque d'Aix (1687)[6].
- Gabriel de Cosnac (1649-1739), évêque de Die (1701—1734).
- Daniel Joseph de Cosnac (1700-1741), évêque de Die (1734—1741).
- Jean-Joseph de Cosnac (1764-1843), évêque de Noyon en 1817, archevêque de Sens en 1830.
- Gabriel-Jules de Cosnac (d) (1819-1893) historien.

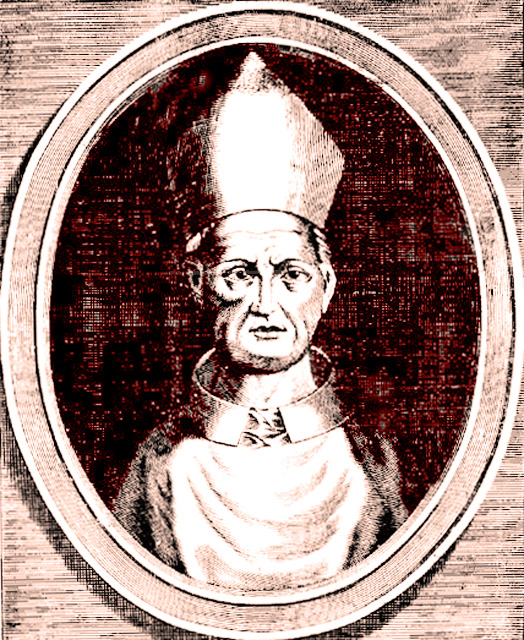
Bertrand de Cosnac (1297-1374)
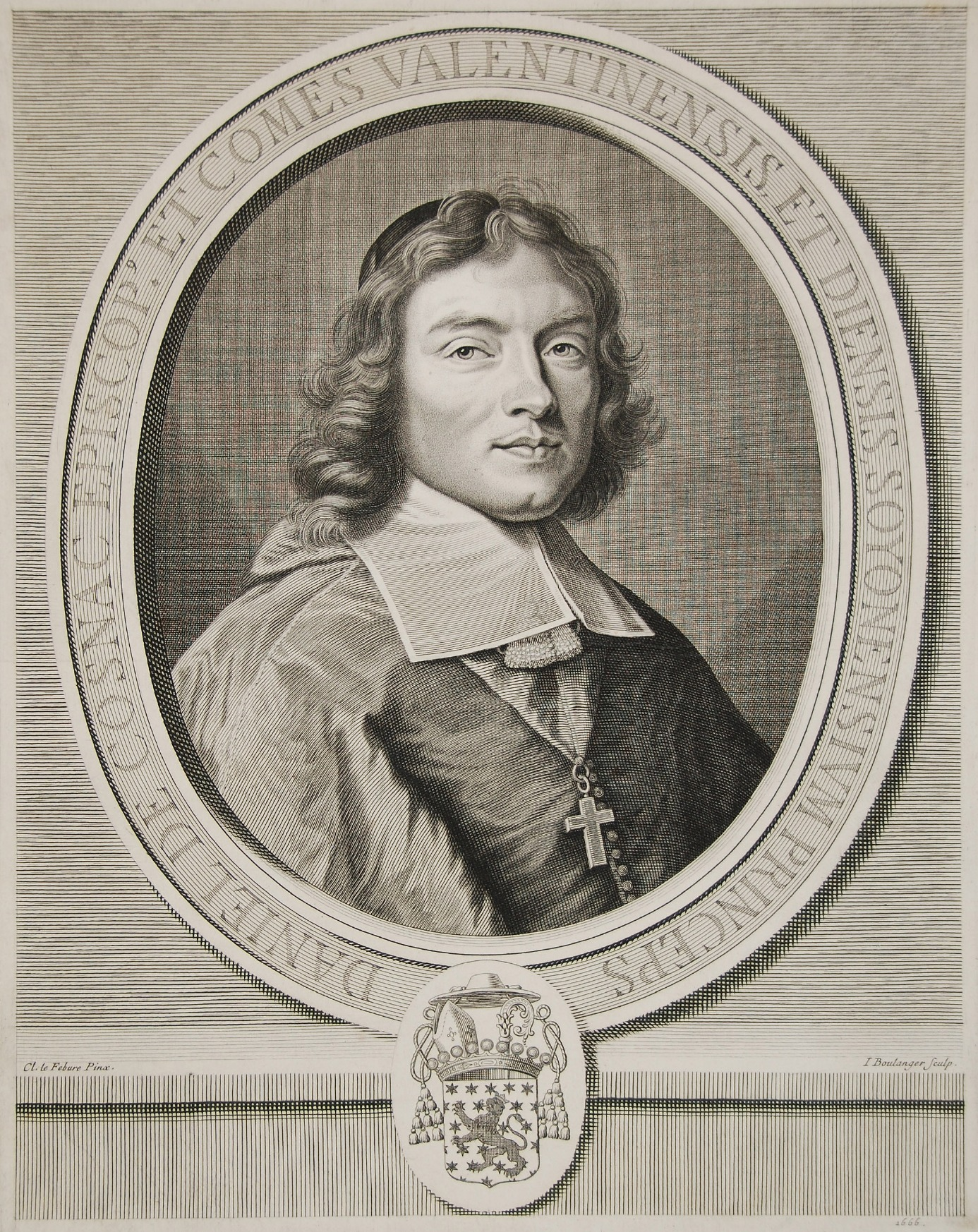
Daniel de Cosnac (1628-1708)

## Armes, devise et titres
Blasonnement : D'argent semé de molettes de sable (alias : étoiles), au lion de même armé, lampassé et couronné de gueules brochants sur le tout.,
Couronne : de marquis. Supports deux sauvages à la ceinture feuillée de sinople, appuyés sur leurs massues. Cimier un lion issant de sable.
Régis Valette ne mentionne aucun titre régulier pour cette famille.
Devise : « Neque auro neque argento, sed honore »

## Alliances
Les principales alliances de la famille de Cosnac sont : d'Ornhac, de Molceaux (1323), de Born (1369), de Beynac, de Ginel (1423), de Noailles (1452), de Lastour (1482), de Saint-Michel de Banières (1550), du Plat (1547), de Reilhac (1577), de Juyé (1582), de Beaupoil de Saint-Aulaire (1608), de Talleyrand (1618), d'Espeyrac (1624), de Boussac (1654), Gaubert (1656), de la Jugie-Faucon (1691), Texier (1697), de Bomet (1757), d'Ussel, de Geoffre de Chabrignac (1746), de Lostanges Saint-Aulaire (1751), de Darna de Negelles (1768), Guillaume de Chavaudon (1783).